# Сосновский, Игнатий Игнатьевич
Игнатий Игнатьевич Сосновский (Добржиньский) (18 апреля 1897, Рига, Российская империя — 15 ноября 1937, Москва, СССР) — ответственный сотрудник ЧК-ОГПУ-НКВД СССР, комиссар государственной безопасности 3-го ранга (1935). Ответственный сотрудник Особого отдела ОГПУ-НКВД СССР. Первый заместитель начальника Управления НКВД Саратовского края. Расстрелян в «особом порядке». Реабилитирован посмертно.

## Ранние годы
Из польской семьи ; образование незаконченное высшее — окончил два курса историко-филологического и философского факультетов Московского университета. С 1918 года офицер Польской армии, подпоручик 2-го отдела (разведка) Генштаба Польской армии, начальник разведывательного отдела Польской армии в Литве и Восточной Пруссии. В том же 1918 году под кличкой «Сверщ» состоял в Польской организации войсковой (ПОВ). В 1919—1920 годах — резидент польской разведки в Советской России. Сумел легализоваться, получив в военкомате направление в автоброневую бригаду, где служил писарем. В июне 1920 года арестован чекистами, а в августе 1920 года согласился работать на ВЧК.
В РКП(б) рекомендован членами Польского Бюро ЦК РКП(б) Ф. Я. Коном и Ю. Мархлевским. А. Х. Артузов, арестовавший Сосновского в 1920 году, писал: «Дзержинский разрешил обещать Сосновскому не стрелять идейных пилсудчиков из его агентов, а выпустить в Польшу под честное слово не заниматься более шпионажем против РСФСР. На этом условии Сосновский стал давать показания. Дзержинский по делу Сосновского советовался с Лениным и счёл возможным рекомендовать Польскому Бюро ЦК РКП(б) принять Сосновского в РКП(б)».

## ВЧК-ОГПУ-НКВД
В органах ВЧК—ОГПУ—НКВД с 1920 года. Сотрудник для особых поручений Особого отдела Юго-Западного фронта с августа по декабрь 1920 года. Сотрудник для поручений Особого отдела ВЧК с 1 января по 1 ноября 1921 года. Уполномоченный по важнейшим делам Особого отдела ВЧК—ГПУ с 1 ноября 1921 по 1922 год.
Помощник начальника 16-го отделения Особого отдела ГПУ в Москве с 1922 по 13 июля 1922 года. С 13 июля 1922 по 28 ноября 1927 года начальник 6-го (белогвардейского) отделения Контрразведывательного отдела ВЧК-ГПУ СССР. Одновременно являлся помощником начальника Особого отдела Московского военного округа с 1 декабря 1925 по 1 июля 1927 года.
Секретарь Секретно-оперативного управления ОГПУ СССР с 30 июля 1927 по 11 февраля 1929 года. Начальник КРО Полномочного представительства ОГПУ по Белорусскому военному округу, а также помощник начальника УПО и войск ГПУ Полномочного представительства ОГПУ по БВО с февраля 1929 по 16 августа 1930 года. Начальник КРО ПП ОГПУ по Центрально-Чернозёмной области с 16 августа по сентябрь 1930 года, затем ответственный сотрудник различных управлений ОГПУ-НКВД СССР. Заместитель начальника Особого отдела ОГПУ СССР с 8 января по 10 июля 1934 года, заместитель начальника Особого отдела ГУГБ НКВД СССР с 10 июля 1934 по 4 января 1935 года.
С 4 января 1935 по ноябрь 1936 года — первый заместитель начальника Управления НКВД Саратовского края ( Р. А. Пилляра).

## Арест и осуждение
После прихода Н. И. Ежова на должность наркома НКВД СССР Сосновский был арестован одним из первых ответственных работников НКВД СССР ( 23 ноября 1936 года). Этапирован из Саратова в Москву. 19 августа 1937 года уволен из органов НКВД вовсе как арестованный. Внесён в Сталинские расстрельные списки «Москва-центр» («Быв. сотрудники НКВД») от 1 ноября 1937 г. (вычеркнут) и 13 ноября 1937 г. по 1-й категории («за» Сталин, Каганович, Молотов, Ворошилов). Приговорён к ВМН 15 ноября 1937 года в  «особом порядке» . Расстрелян в день оформления приговора представителями НКВД СССР и Прокуратуры СССР по обвинению в «шпионаже и участии в к.-р. заговоре в органах  НКВД»  в г. Москва в числе ряда известных сотрудников ВЧК-ГПУ-НКВД (Г. И. Бокий, В. А. Стырне, П. Г. Рудь, Р. И. Аустрин, М. К. Александровский, А. П. Шийрон,  Н. М. Райский, И. М. Блат и др.). Место захоронения — «могила невостребованных прахов» № 1 крематория Донского кладбища.
Реабилитирован посмертно  2 января 1958 года военным трибуналом Московского военного округа.

## Адрес
Проживал в Саратове по улице Ф.Дзержинского, в доме 39, квартире 5.

## Награды
- Орден Красного Знамени[10];
- Знак «Почётный работник ВЧК—ГПУ (V)» № 125 от 1924;
- Знак «Почётный работник ВЧК—ГПУ (XV)» от 20 декабря 1932.

## Семья
1-я жена : Пшепелинская-Сосновская ( Альберт- Такке, Зингер, Шонгар) Юнона Иосифовна 1898 г.р., уроженка г. Сухов Царства Польского; полька; б/п; образование неполное среднее;  бывш. офицер Польской армии, активистка ПОВ; арестована органами ВЧК, после ряда бесед с руководящими сотрудниками ВЧК (уроженцами Польши) согласилась перейти на сторону большевиков. Сотрудница Иностранного отдела ОГПУ-НКВД СССР, работала в различных резидентурах ОГПУ в ряде стран под псевдонимами. Разведясь с Игнатием Сосновским и оставшись с ним в довольно неприязненных отношениях, стала женой германского коммуниста Эриха Такке (псевд. Альберт), тоже сотрудника ИНО ОГПУ СССР. После возвращения из-за границы не была оставлена в Москве, как муж, а  направлена на службу в НКВД Казахской ССР. Проживала : г. Алма-Ата, проспект И.Сталина, д.106. Арестована 16 мая 1937 г. Внесена в Сталинский расстрельный список «Москва-центр» от 20 августа 1937 г. по 1-й категории («за» Сталин, Косиор, Молотов, Каганович, Ворошилов). Расстреляна 21 августа 1937 г. в Москве в «особом порядке» в числе 38 сотрудников НКВД СССР. Место захоронения — могила невостребованных прахов № 1 крематория Донского кладбища. Реабилитирована посмертно 28 декабря 1967 г. ВТ МВО.
2-я жена : Сосновская Ксения Михайловна 1905 г.р., уроженка г. Киев; русская; б/п. Проживала: г. Москва, Калашный пер., д. 4, кв. 24. Арестована 11 марта 1938 г. по обвинению  в «связи со шпионами и содействии их преступной деятельности» (Сосновского, Балицкого и др.). Внесена в Сталинский расстрельный список «Москва-центр» от 10 июня 1938 г. по 1-й категории («за» Сталин, Молотов). Приговорена к ВМН ВКВС ССР 16 июня 1938 г. Расстреляна в тот же день вместе с большой группой осужденных ВКВС СССР.  Место захоронения  — спецобъект НКВД «Коммунарка». Реабилитирована посмертно 13 июня 1991 г. заключением Прокуратуры СССР.